# Non serviam

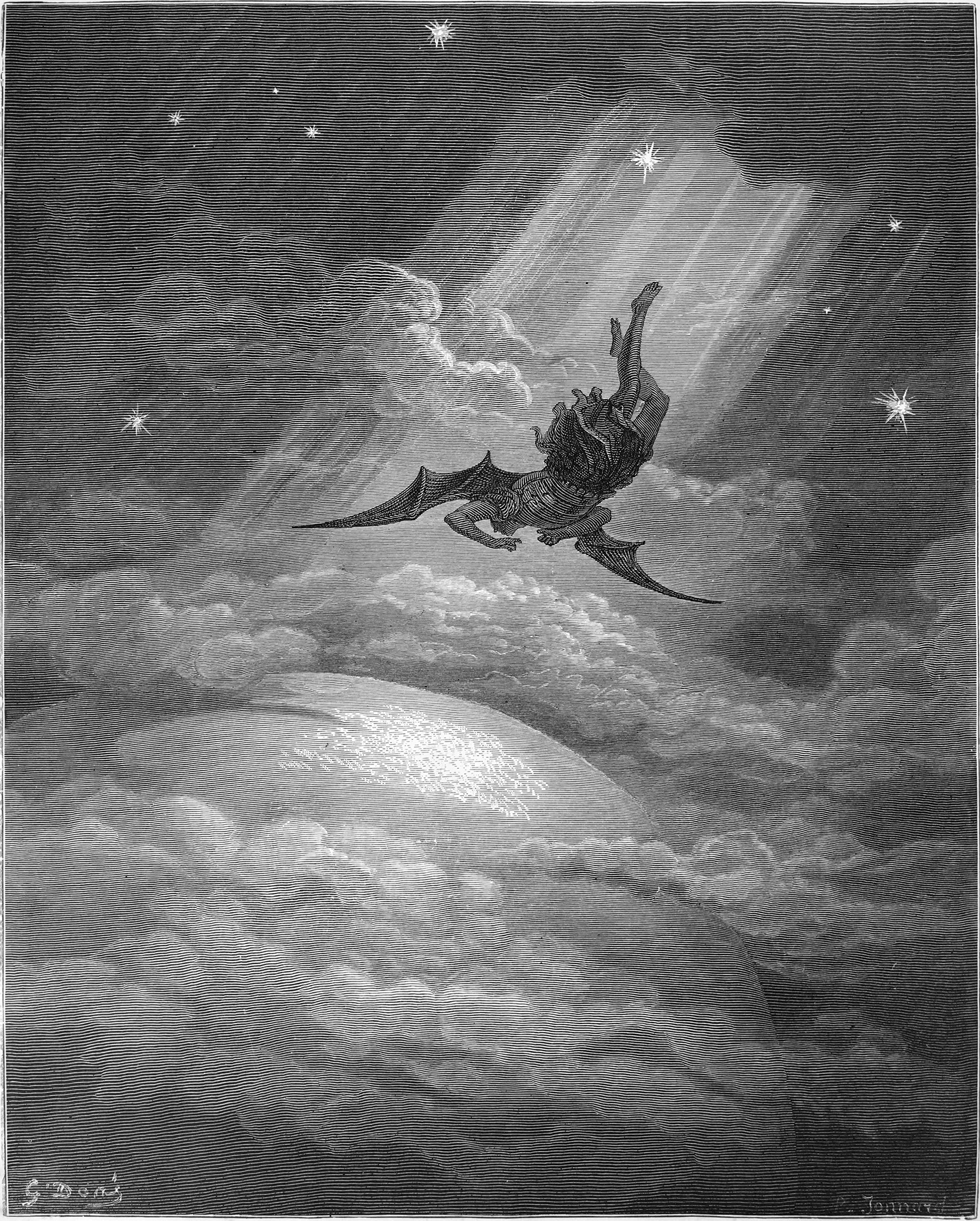
La caiguda de Lucifer, il·lustració de Gustave Doré per El Paradís perdut de John Milton.

Non serviam és una paraula llatina que significa no serviré.
Avui dia, non serviam també és utilitzat com a lema per diversos grups polítics, culturals i religiosos per expressar el seu desig de rebel·lar-se. Es pot utilitzar per expressar una visió radical contra les creences establertes i les estructures organitzatives acceptades com a status quo.

## Ús
A la Vulgata llatina, Jeremies lamenta que el poble d'Israel parli non serviam per expressar el seu rebuig a Déu (Jeremiah 2:20:WEB). Aquesta és l'única aparició de la frase a la Vulgata.
A Retrat de l'artista adolescent de James Joyce, Stephen Dedalus diu: «No serviré allò en què ja no crec, tant si s'anomena casa meva, pàtria o església: i intentaré expressar-me en alguna manera de vida o art tan lliurement com pugui i tan completament com pugui, utilitzant per a la meva defensa les úniques armes que em permeto utilitzar: el silenci, l'exili i l'astúcia». En un moment culminant d’Ulisses, Dedalus s'enfronta en un bordell a una aparició de la seva mare morta, que l'insta a penedir-se i evitar «el foc de l'infern». Crida: Ah no, per exemple! La imaginació intel·lectual! Amb mi tot o res. Non serviam! (...) No! No! No! Trenqueu el meu esperit tots vosaltres si podeu! Us posaré a tots als peus!»
En els temps moderns, non serviam s'ha convertit en una frase general que s'utilitza per expressar un rebuig radical, de vegades fins i tot revolucionari, del conformisme, no necessàriament limitat a assumptes religiosos i tal com s'expressa en les adaptacions literàries modernes del lema.
Non Serviam va ser el tercer senzill publicat de l'àlbum número 1 de Frank Turner, FTHC.
També és el nom d'un col·lectiu francès de música extrema underground.